# Алиев, Илькин Вагиф оглы
Илькин Вагиф оглы Алиев (азерб. Əliyev İlkin Vaqif oğlu, род. 10 марта 1996 года, Сумгаит, Азербайджан) — азербайджанский волейболист, доигровщик команды «Сумгаит» а также юношеской (U-20) и национальной сборной Азербайджана.

## Биография
Родившийся 10 марта 1996 года Илькин Алиев начал заниматься волейболом в возрасте 12 лет в родном городе Сумгаите, будучи учеником средней школы № 35, в ДЮСШ города Сумгаита под руководством тренера Дильгама Гахраманова. Провел здесь 3,5 года.

## Клубная карьера
- 2011 — н. в. — «Сумгаит»

С 2011 года выступает в команде «Сумгаит», которая ведет борьбу в чемпионате Азербайджана в зоне VII, наряду с представителями команд из городов Гусар, Губа, Хачмаз, Сиазань, Шабран, Хызы, Губадлы, Шуша и Абшерон.

## Сборная Азербайджана
С 2012 года является игрокм юношеской (U-20) и национальной сборной Азербайджана по волейболу. В юношеской сборной выступает под № 3, в национальной под № 13.
3 и 4 января 2014 года, в составе юношеской сборной Азербайджана принял участие в первом квалифиционном раунде Чемпионата Европы 2014 года, где сыграл против сборных Норвегии и Англии.